# Eugenio Espejo
Francisco Javier Eugenio de Santa Cruz y Espejo (Quito, 1747 – Quito, 1795) è stato un filosofo, medico, scrittore, avvocato, giornalista e ideologo politico ecuadoriano.
È considerato un precursore dell'indipendenza dell'Ecuador.

## Biografia
Stando alla leggenda romantica, fu figlio di un indigeno quechua, Luis "Chusig", originario di una famiglia di scalpellini di Cajamarca, che si stabilì a Quito come aiutante del sacerdote e medico José del Rosario. Sua madre, Catalina Aldás, era una mulatta nata a Quito.

Al contrario di ciò che si pensa, Luis Chusig non fu soltanto un semplice scalpellino od aiutante di José del Rosario, fu anche un indio colto, che imparò a leggere grazie all'aiuto di Don Luis Benítez de la Torre, sacerdote e vicario di Cajamarca, il quale, di nascosto, istruì Luis "Chusig", dato che a quell'epoca era proibito agli indi di saper leggere, e per ringraziamento di ciò utilizzò il cognome "Benítez", lo stesso cognome con cui contrasse matrimonio con Catalina Aldás. L'origine del cognome "Santa Cruz y Espejo" non è ancora stato chiarito, però si ritiene che gli sia stato imposto da qualche spagnolo, dato che a quell'epoca a tutti gli indi evangelizzati venivano posti nomi e cognomi cristiani.
Francisco Javier Eugenio de Santa Cruz y Espejo apprese i primi rudimenti in casa dei genitori e poi, certamente, in una scuola cattolica per bambini poveri.
Ciò nonostante, c'è una controversia sulle origini del saggio quitegno, in quanto esistono documenti che provano che il nome di famiglia di Espejo, era portato già dal padre di Eugenio, quitegno, ed anche da suo nonno, spagnolo. Per di più, l'iscrizione di nascita di Eugenio de Santa Cruz y Espejo, viene data come tale, ed è posta nel libro che riporta i bianchi, fatto impossibile da realizzarsi per un indigeno, per influente che fosse, dato che il sistema delle caste nella Colonia lo proibiva esplicitamente. Però potrebbe esistere evidenza che María Catalina Aldás Larraincar o Larrinzar non fosse mulatta, ma di origine spagnola, fatto di cui si avvalsero i suoi genitori per iscriverlo in uno dei più prestigiosi collegi di Quito, "El Colegio de San Luis".
Peraltro, una volta iscritto in molto giovane età nei collegi esclusivi dell'aristocrazia quitegna, arrivò, in varie occasioni, ad essere eletto rappresentante dei suoi compagni. Il suo unico e probabile ritratto conosciuto, in compagnia della sua classe, risale a quest'epoca.
Secondo alcuni storici che difendono la storia romantica di Espejo, per lui fu molto difficile farsi strada nella società classista della colonia, ma riuscì a laurearsi in medicina nel 1767 e poco tempo dopo anche in giurisprudenza e diritto canonico. All'interno della società quitegna diventò l'asse della vita culturale e propagatore di idee progressiste, con un considerevole appoggio dell'aristocrazia creola.
Nel 1779 pubblica la sua prima grande opera, El Nuevo Luciano de Quito, una critica terribile a tutti i problemi e deficienze della vita culturale nella Real Audiencia di Quito. Fu accusato di essere l'autore di un testo che incitava alla sollevazione di Túpac Amaru e Túpac Catari. Il suo attivismo culturale lo portò di fronte alle autorità, che lo processarono nella capitale del vicereame, Bogotà, ma questo fatto contribuì ad aumentare ancora di più il suo prestigio; venne prosciolto da ogni accusa.

### Politica ed attività letterarie
Fu nominato primo direttore della biblioteca pubblica, composta da più di 40.000 volumi provenienti dai fondi della Compagnia di Gesù, appena espulsa. Pubblicò anche importanti lavori di medicina, come le Reflexiones acerca de las viruelas (1785), che sarebbe diventato il primo testo scientifico che avrebbe riferito della esistenza di microorganismi, prima di Louis Pasteur, e che avrebbe definito come politica della salute concetti di base attuali come la asepsi e la antisepsi di luoghi e persone.
Più avanti collaborò alla creazione della Sociedad Patriótica de Amigos del País de Quito, similmente alle altre che cominciavano a nascere in Spagna e nelle colonie e, soprattutto, pubblicò il primo giornale della città: Primicias de la Cultura de Quito (1792).
Per la sua attività di denuncia venne imprigionato di nuovo, e morì il 27 dicembre del 1795 (a causa di dissenteria).

## Pensiero
Il suo pensiero è un adattamento di idee dell'ambiente coloniale della Audiencia. Le sue idee sostenevano l'uguaglianza di tutti i cittadini e la nazionalizzazione delle proprietà eccleciastiche. Nella sua ideologia appariva per la prima volta l'uguaglianza degli indigeni con i creoli (ideale che fu eliminato nel processo di indipendenza) e per la prima volta promuoveva anche i diritti della donna. Viene considerato il primo in Ecuador ad affermare la necessità di una emancipazione dalla Spagna ed a proclamare la individualità del paese e, in generale, di tutta la America; le sue idee, seppure modificate in alcuni aspetti importanti, ispirarono i rivoluzionari del 10 agosto 1809.
Al contrario, autori come Efren Aviles Pino indicano che Sempre si è detto che Espejo è il precursore della indipendenza, ma non è così. Espejo fu un rivoluzionario giacché attraverso i suoi scritti e pubblicazioni cercò di riformare le strutture sociali e politiche di quell'epoca.
Eugenio Espejo è considerato uno dei maggiori agitatori delle sollevazioni indipendentistiche ed uno dei maggiori critici della colonia. A 20 anni si laureò in medicina ed esercitò molti lavori, come giornalista, bibliotecario e scrittore di innumerevoli opere, quali: Nuevo Luciano de Quito (Il nuovo Luciano di Quito) (1779), Reflexiones acerca de un método para preservar a los pueblos de la viruela (Riflessioni circa un metodo per preservare i popoli dal vaiolo) (1785), Cartas Riobambenses (Lettere di Riobamba)(1787), Discurso sobre la necesidad de establecer una sociedad patriótica con el nombre de "Escuela de la Concordia" (Discorso sulla necessità di stabilire una società patriottica con il nome di "Scuola della Concordia") (1789), ecc.
Gli apporti di Espejo, nei distinti ambiti, contribuirono al pensiero sociale ecuadoriano; nell'ambito della medicina espose le sue conoscenze per prevenire il vaiolo ed elaborò una riflessione storica delle malattie contagiose, realizzò un quadro esatto delle abitudini e delle condizioni sanitarie di Quito, dando una risposta obiettiva e scientifica alle cause delle malattie. Senza conoscere gli esperimenti di Pasteur, scoprì la causa della fermentazione delle sostanze e le cause dei contagi. Arrivò alla conclusione che le condizioni sociali di sfruttamento e della cattiva distribuzione della ricchezza sono favorevoli all'insorgere delle malattie.
Il pensiero di Espejo promosse l'uguaglianza di tutti i cittadini e la nazionalizzazione delle proprietà ecclesiastiche. Nella sua ideologia appariva per la prima volta l'uguaglianza degli indigeni con i creoli e promosse anche il riconoscimento dei diritti della donna.
Nel novembre del 1791 costituisce “la Società Patriottica degli Amici del Paese di Quito”, formata da 25 membri che si riunivano ogni settimana per discutere i problemi agricoli, educativi, politici, sociali ed analizzare lo sviluppo delle scienze fisiche e naturali. Sentendo la necessità di diffondere i programmi indipendentisti, pubblicò nel 1792 il primo giornale della città chiamato "Primicias de la Cultura de Quito" (Primizie della Cultura di Quito), organo di questa società e del quale uscirono sette numeri fino al 29 marzo dello stesso anno.
Eugenio Espejo morì in carcere il 26 dicembre 1795 all'età di 48 anni accusato di cospirazione, e gli venne data la colpa del fatto che le croci di Quito portavano striscioni scarlatti con la seguente scritta "Al riparo della croce, siate liberi e conquistate la gloria e la felicità".

## Importanza della sua opera
Eugenio Espejo fu certamente un uomo di cultura. Assimilò le idee che i filosofi moderni facevano circolare in Europa. Possedeva una biblioteca apprezzabile. Si entusiasmava per i nuovi libri. Riuniva nella sua casa povera e solitaria i giovani di Quito, per spiegare e commentare il loro sapere. Veniva considerato un vero filosofo (come si apprende dalle parole di José Mejía, una delle personalità più oneste dell'oratoria in lingua spagnola, e, in un certo modo, discepolo di Espejo). Però, nella sua mente trovavano posto non solo le idee del suo tempo, ma anche quelle dei classici. Questi esercitavano su di lui una grande suggestione. Li citava continuamente. Preferì la struttura dei dialoghi alla maniera di Luciano per esporre i propri insegnamenti. Per questo chiamò sé stesso "il nuovo Luciano di Quito", o "svegliarino delle menti", ciò che è precisamente il titolo della prima opera che scrisse. Il proposito che aveva e che tenne tutta la vita, fu di fare una critica senza contemporizzazioni allo stato intellettuale della colonia...
Ma il caso di Espejo è uno dei più unici dell'America. Per la sua ascendenza. Per la sua condizione sociale. Per i suoi studi. Per la sua ricerca scientifica. Per la sua attività di giornalista. Per la sua critica dell'educazione pubblica e delle istituzioni spagnole. Per il suo insegnamento di estetica. Per la sua nitida comprensione della realtà americana. Per il suo impegno di rivoluzionario, mantenuto a costo della propria vita, e portato ai paesi limitrofi con animo esemplare... Espejo fu "una delle figure più notevoli della cultura", ed i suoi libri "la migliore esposizione della cultura coloniale del XVIII secolo".
Figlio di un indio e di una mulatta. Di un povero indio originario di Cajamarca, che era giunto a Quito come servo di un frate. Di una mulatta la cui madre era stata schiava di un altro religioso. Non aveva nemmeno cognomi propri. Quelli di suo padre erano cognomi adottati. L'indio si faceva chiamare Luis de la Cruz Espejo. La mulatta, Catalina Aldas y Larraincar. Qualcuno che lo volle denigrare, un sacerdote del villaggio di Zámbiza, gli rinfacciò l'umiltà della sua origine, e lasciò questa chiacchiera alla posterità: "suo padre, Luis Chusig di cognome mutato in quello di Espejo, fu un indio oriundo e nativo della citata Cajamarca, e venne servendo come paggio da camera del Padre Fray José del Rosario, scalzo ai piedi, vestito con una cotonata di flanella azzurra e pantaloni dello stesso tessuto".
L'antico contadino di Cajamarca mise ogni impegno ed attitudine per diventare chirurgo di quell'ospedale. Bisogna parlare con ammirazione della maniera con cui educò e formò suo figlio Eugenio Francisco Xavier. Lottando con circostanze sconvolgenti ed afflittive, stimolò presto le facoltà intellettive di questo. Alimentò la sua vocazione medica, originatasi senza dubbio nell'ambiente dell'ospedale, dove il povero rampollo indio passò gli anni dell'infanzia e della adolescenza. Il culmine non fu soltanto il titolo di dottore in medicina, ma la forgiatura di una solida personalità di ricercatore. Questa si spiega nel migliore dei suoi libri: "Reflexiones acerca de las viruelas" (Riflessioni sul vaiolo).
Quel figlio di indio e di mulatta, privato perfino di cognomi suoi, dovette sopportare l'avversità di un ambiente che discriminava ostinatamente i gruppi sociali seguendo i pregiudizi del sangue e del denaro. Non possiamo supporre quale fosse l'aspetto vero di quest'uomo. La sua fisionomia e la sua figura. Nonostante il breve autoritratto che scrisse. Le pitture ad olio ed i bronzi che adesso hanno la pretesa di mostrarci la sua immagine sono una pura invenzione dell'artista...
Il povero dottor Eugenio Francisco Xavier Espejo non poté fare a meno di soffrire il conflitto psicologico che ciò produceva. Lo si capisce dai suoi atteggiamenti e dai suoi scritti. Cercava di far valere i cognomi Aldas y Larraincar di sua madre, senza voler ricordare che questi erano cognomi adottati. Altre volte usava nomi fittizi per firmare i suoi libri...
passati già dieci anni dall'apparizione de "El Nuevo Luciano de Quito", il Presidente della Audiencia José de Villalengua y Marfil lo giudicava ancora acremente, dicendo che conteneva "satire a soggetti molto conosciuti e di classe molto differente da quella di Espejo". Sempre la turpe accusa all'umiltà della sua origine! E nel 1810, quindici anni dopo la sua morte, le autorità spagnole continuavano a ricordarlo con amaro risentimento... Un uomo di quella condizione sociale, determinata dalla povertà della sua origine, che inoltre si azzardava ad opinare con disinvoltura critica sullo stato delle colonie, doveva essere reso vittima di un disprezzo postumo. E così la sua morte fu registrata nel libro degli indi e dei negri che veniva tenuto da quei feroci guardiani di casta e di classe.
Il dottor Espejo sopportò il carcere. Fu trattato come un "facinoroso". Si cercò di confinarlo nella giungla col pretesto di una spedizione scientifica. Lo si giudicò responsabile perfino di fatti e scritti che mai venne provato gli fossero realmente imputabili. Chiarì la sua posizione senza codardia. Riconobbe la paternità di libri dei quali andava orgoglioso. Dovette difendersi davanti al Viceré, a Bogotà, dove intrecciò amicizia con due giovani colombiani che avrebbero onorato tutta l'America Latina come Antonio Nariño, il primo traduttore in lingua spagnola della Dichiarazione dei Diritti dell'Uomo, e lo scienziato Francisco Antonio Zea.

## Opere
- Nuevo Luciano de Quito (1779 - Il Nuovo Luciano di Quito)
- Marco Porcio Catón o Memorias para la impugnación del nuevo Luciano de Quito (1780 - Marco Porcio Catone o Memorie per la impugnazione del Nuovo Luciano di Quito)
- Carta al Padre la Graña sobre indulgencias (1780 - Lettera al Padre la Graña sulle indulgenze)
- Sermón de San Pedro (1780 - Omelia di San Pietro)
- La Ciencia Blancardina (1781 - La scienza blancardina)
- El Retrato de Golilla (1781 - Il ritratto di Golilla)
- Cartas teológicas (Atribuidas, 1780-1792 - Lettere sulla teologia, attribuite)
- Reflexiones acerca de un método para preservar a los pueblos de las viruelas (1785) versión en línea (Español)
- Cartas riobambenses (1787 - Riflessioni su un metodo per preservare i popoli dal vaiolo)
- Defensa de los curas de Riobamba (1787 - In difesa dei sacerdoti di Riobamba)
- Discurso sobre la necesidad de establecer una sociedad patriótica con el nombre de "Escuela de la Concordia" (1789 - Discorso sulla necessità di stabilire una società patriottica con il nome di "Scuola della Concordia")
- Memorias sobre el corte de quinas (1792 - Memorie sul taglio della china)
- Voto de un ministro togado de la Audiencia de Quito (1792 - Voto di un magistrato della Audiencia di Quito) versión en línea (Español)
- Giornale Primicias de la cultura de Quito - Primizie della Cultura di Quito)